# Cronologia dos reinos da Península Ibérica
Esta tabela cronológica dos reinos da Península Ibérica é meramente orientativa. Faltam sobretudo os governantes portugueses, árabes e muçulmanos desde 711 até 1492
Embora a configuração geográfica da Espanha moderna tenha-se delineado no final da Reconquista, e a unificação dos distintos reinos cristãos sob uma coroa comum, os mesmos que viriam a conformar-se após a invasão árabe de 711, a história e cronologia dos reinos que se criaram após a queda do Império Romano do Ocidente e invasões bárbaras dos distintos povos germânicos podem datar-se a partir do ano 400.

## Alta Idade Média: reinos bárbaros
| Reis vândalos                                                                                        | Reis visigodos         | Reis suevos                                                                                                 | Reis alanos      |
| ---                                                                                                  | Alarico I (395-410)    | --- | ---              |
| Gunderico (409-428)                                                                                  | Alarico I (395-410)    | Hermerico (409-438) No ano 410 assina um foedus com Roma que o permite estabelecer-se na Península Ibérica. |                  |
| Gunderico (409-428)                                                                                  | Ataulfo (410-415)      | Hermerico (409-438) No ano 410 assina um foedus com Roma que o permite estabelecer-se na Península Ibérica. |                  |
| Gunderico (409-428)                                                                                  | Sigerico (415)         | Hermerico (409-438) No ano 410 assina um foedus com Roma que o permite estabelecer-se na Península Ibérica. | Respendial (415) |
| Gunderico (409-428)                                                                                  | Vália (415-418)        | Hermerico (409-438) No ano 410 assina um foedus com Roma que o permite estabelecer-se na Península Ibérica. | Átax (?-418)     |
| Gunderico (409-428)                                                                                  | Teodorico I (418-451)  | Hermerico (409-438) No ano 410 assina um foedus com Roma que o permite estabelecer-se na Península Ibérica. |                  |
| Genserico (428-429) No ano 429 atravessa o Estreito de Gibraltar e estabelece-se no Norte de África. | Réquila (438-448)      | |                  |
| ---                                                                                                  | Torismundo (451-453)   | Requiário (448-456) Converte-se ao Catolicismo em 449.                                                      |                  |
| ---                                                                                                  | Teodorico II (453-466) | 1ª divisão do Reino Suevo: - Frantano (456-457) - Agiulfo (456-457)                                         |                  |
| ---                                                                                                  | Teodorico II (453-466) | Reunificação: Maldras (457-459)                                                                             |                  |
| ---                                                                                                  | Eurico (466-484)       | 2ª divisão do reino suevo: - Frumário (459-463) - Requimundo (459-463) - Remismundo (459-469)               |                  |
| ---                                                                                                  | Eurico (466-484)       | Reunificação: Remismundo (463-469) Convertido ao Arianismo em 465.                                          |                  |
| ---                                                                                                  | Alarico II (484-507)   | Período incerto: Teodemundo (??) (469-550)                                                                  |                  |
| ---                                                                                                  | Gesaleico (507-510)    | Período incerto: Teodemundo (??) (469-550)                                                                  |                  |
| ---                                                                                                  | Amalarico (510-531)    | Período incerto: Teodemundo (??) (469-550)                                                                  |                  |
| ---                                                                                                  | Têudis (531-548)       | Período incerto: Teodemundo (??) (469-550)                                                                  |                  |
| ---                                                                                                  | Teudiselo (548-549)    | Período incerto: Teodemundo (??) (469-550)                                                                  |                  |
| ---                                                                                                  | Ágila I (549-551)      | Período incerto: Teodemundo (??) (469-550)                                                                  |                  |
| ---                                                                                                  | Atanagildo (551-567)   | Carriarico (550-559) Converte-se ao Catolicismo em 550.                                                     |                  |
| ---                                                                                                  | Liúva I (567-572)      | Teodomiro (559-570) I Concílio de Braga (561)                                                               |                  |
| ---                                                                                                  | Liúva I (567-572)      | Miro (570-583) II Concílio de Braga (572)                                                                   |                  |
| ---                                                                                                  | Leovigildo (572-586)   | Eborico (583-584) Também referido como Eurico                                                               |                  |
| ---                                                                                                  | Leovigildo (572-586)   | Andeca (584-585) No ano 585 os suevos são derrotados definitivamente pelos Visigodos.                       |                  |
| ---                                                                                                  | Recaredo I (586-601)   | --- |                  |
| ---                                                                                                  | Liúva II (601-603)     | --- |                  |
| ---                                                                                                  | Viterico (603-610)     | --- |                  |
| ---                                                                                                  | Gundemaro (610-612)    | --- |                  |
| ---                                                                                                  | Sisebuto (612-621)     | --- |                  |
| ---                                                                                                  | Recaredo II (621)      | --- |                  |
| ---                                                                                                  | Suíntila (621-631)     | --- |                  |
| ---                                                                                                  | Sisenando (631-636)    | --- |                  |
| ---                                                                                                  | Quintila (636-639)     | --- |                  |
| ---                                                                                                  | Tulga (639-642)        | --- |                  |
| ---                                                                                                  | Quindasvinto (642-653) | --- |                  |
| ---                                                                                                  | Recesvinto (653-672)   | --- |                  |
| ---                                                                                                  | Vamba (672-680)        | --- |                  |
| ---                                                                                                  | Ervígio (680-687)      | --- |                  |
| ---                                                                                                  | Égica (687-700)        | --- |                  |
| ---                                                                                                  | Vitiza (700-710)       | --- |                  |
| ---                                                                                                  | Rodrigo (710-711)      | --- |                  |

## al-Andalus
| Abedal Maleque Alfiri (7xx-747)                                                                              |
| Iúçufe Alfiri (747-756)                                                                                      |
| Abderramão I (756-788) (início da dinastia omíada e fundação do Emirado de Córdova, independente de Damasco) |
| Hixame I (788-796)                                                                                           |
| Aláqueme I (796-822)                                                                                         |
| Abderramão II (822-852)                                                                                      |
| Maomé I (852-886)                                                                                            |
| Almondir I (886-888)                                                                                         |
| Abdalá I (888-912)                                                                                           |
| Abderramão III (912-961)(início do califado em 928)                                                          |
| Aláqueme II (961-976)                                                                                        |
| Hixame II (976-1000 e 1010-1013) (Ver também Almançor)                                                       |
| Maomé II (961-976)                                                                                           |
| Solimão Almostaim (1009 e 1013-1016)                                                                         |
| Abderramão IV (1018)                                                                                         |
| Abderramão V (1023-1024)                                                                                     |
| Maomé III (1024-1025)                                                                                        |
| Hixame III (1027-1031)                                                                                       |
| Reinos de Taifas (1009-1106)                                                                                 |
| Iúçufe ibne Taxufine (império almorávida) (1085-1106)                                                        |
| Ali ibne Iúçufe ibne Taxufine (império almorávida) (1106-1143)                                               |
| Taxufine ibne Ali ibne Iúçufe (império almorávida) (1143-1145)                                               |
| Segundas Taifas (1142-1170)                                                                                  |
| Dinastia almóada (incompleto) (1147-1269)                                                                    |
| Dinastia Nazari de Granada (incompleto) (1238-1492)                                                          |

## Reinos cristãos durante aReconquista

### Condados e reinos cristãos
| Reino de Navarra | Reino de Aragão / Coroa de Aragão | Reino de Castela                                                                                     | Reino das Astúrias | Reino de Leão | Reino da Galiza | Reino de Portugal | Reino de Portugal |
| --- | --- | ---                                                                                                  | Pelágio (718-737) | --- | --- | --- | --- |
| --- | --- | ---                                                                                                  | Fávila (737-739) | --- | --- | --- | --- |
| --- | --- | ---                                                                                                  | Afonso I (739-757) Autoproclama-se primeiro rei das Astúrias.                                                             | --- | --- | --- | --- |
| --- | --- | ---                                                                                                  | Fruela I (757-768) | --- | --- | --- | --- |
| --- | --- | ---                                                                                                  | Aurélio (768-774) | --- | --- | --- | --- |
| --- | --- | ---                                                                                                  | Silo (774-783) | --- | --- | --- | --- |
| --- | --- | ---                                                                                                  | Mauregato (783-789) | --- | --- | --- | --- |
| --- | --- | ---                                                                                                  | Bermudo I (789-791) | --- | --- | --- | --- |
| --- | Auréolo, Conde de Aragão (802-809) | ---                                                                                                  | Afonso II, O Casto (791-842)                                                                                              | --- | --- | --- | |
| Íñigo Arista de Pamplona (810-852) | Asnar Galindes I (809-820) | | Afonso II, O Casto (791-842)                                                                                              | --- | --- | --- | |
| Íñigo Arista de Pamplona (810-852) | Garcia Galindes (820-833) | | Afonso II, O Casto (791-842)                                                                                              | --- | --- | --- | |
| Íñigo Arista de Pamplona (810-852) | Galindo Garcês (833-844) | | Afonso II, O Casto (791-842)                                                                                              | --- | --- | --- | |
| Íñigo Arista de Pamplona (810-852) | Galindo Asnares I (844-867) | | Afonso II, O Casto (791-842)                                                                                              | --- | --- | --- | |
| Íñigo Arista de Pamplona (810-852) | --- | Ramiro I (842-850)                                                                                   | --- | --- | --- | --- | |
| García Íñiguez de Pamplona (852-870) | --- | Ordonho I (850-866)                                                                                  | --- | --- | --- | --- | |
| Fortunio Garcês o Caolho de Pamplona (870-905) | Asnar Galindes II (867-893) | ---                                                                                                  | Afonso III, O Magno (866-910)                                                                                             | --- | --- | Vímara Peres, Conde de Portucale (868-873) | --- |
| Fortunio Garcês o Caolho de Pamplona (870-905) | Galindo Asnares II (893-922) | ---                                                                                                  | Afonso III, O Magno (866-910)                                                                                             | --- | --- | Lucídio Vimaranes (873-922) com Hermenegildo Guterres, Conde de Coimbra (878-912) e Monio Guterres (912-922) | Hermenegildo Guterres, Conde de Coimbra (878-912) |
| Sancho Garcês I (905-925) | Galindo Asnares II (893-922) | ---                                                                                                  | Fruela II (910-924) Herda o antigo reino das Astúrias, que se funde definitivamente com Leão quando herda o trono leonês. | Garcia I (910-914) Traslada a capital para Leão, o Reino das Astúrias desaparece e passa a ser designado por Reino de Leão. | Ordonho II (910-914) Rei dos conventos lucense e bracarense. Em 914 proclama-se também Rei de Leão.                                       | Lucídio Vimaranes (873-922) com Hermenegildo Guterres, Conde de Coimbra (878-912) e Monio Guterres (912-922) | Hermenegildo Guterres, Conde de Coimbra (878-912) |
| Sancho Garcês I (905-925) | Galindo Asnares II (893-922) | ---                                                                                                  | Fruela II (910-924) Herda o antigo reino das Astúrias, que se funde definitivamente com Leão quando herda o trono leonês. | Ordonho II (914-924) Unifica Galiza e Leão.                                                                                 | Ordonho II (914-924) Unifica Galiza e Leão.                                                                                               | Lucídio Vimaranes (873-922) com Hermenegildo Guterres, Conde de Coimbra (878-912) e Monio Guterres (912-922) | Aires Mendes (912-924) |
| Sancho Garcês I (905-925) | Andregoto Galindes, Condessa de Aragão (922-943) | ---                                                                                                  | Fruela II (910-924) Herda o antigo reino das Astúrias, que se funde definitivamente com Leão quando herda o trono leonês. | Ordonho II (914-924) Unifica Galiza e Leão.                                                                                 | Ordonho II (914-924) Unifica Galiza e Leão.                                                                                               | Mendo Gonçalves I (922-943) Cunhado de Ordonho II de Leão, apontado novo conde. Ramiro II de Leão intitula-se rei «da terra portugalense» (925-931), quando recebe os condados portucalenses na herança paterna. | Aires Mendes (912-924) |
| Sancho Garcês I (905-925) | Andregoto Galindes, Condessa de Aragão (922-943) | ---                                                                                                  | Fruela II (924-925) Reunifica os três reinos paternos.                                                                    | Fruela II (924-925) Reunifica os três reinos paternos.                                                                      | Fruela II (924-925) Reunifica os três reinos paternos.                                                                                    | Mendo Gonçalves I (922-943) Cunhado de Ordonho II de Leão, apontado novo conde. Ramiro II de Leão intitula-se rei «da terra portugalense» (925-931), quando recebe os condados portucalenses na herança paterna. | Monio Guterres (924-955), anterior Conde de Portucale (912-922), sucede em Coimbra ao tio, Aires. Ramiro II de Leão intitula-se rei «da terra portugalense» (925-931), quando recebe os condados portucalenses na herança paterna. |
| Ximeno Garcês (925-931) | Andregoto Galindes, Condessa de Aragão (922-943) | ---                                                                                                  | Afonso IV (925-931) | Afonso IV (925-931) | Sancho Ordonhes (925-929) | Mendo Gonçalves I (922-943) Cunhado de Ordonho II de Leão, apontado novo conde. Ramiro II de Leão intitula-se rei «da terra portugalense» (925-931), quando recebe os condados portucalenses na herança paterna. | Monio Guterres (924-955), anterior Conde de Portucale (912-922), sucede em Coimbra ao tio, Aires. Ramiro II de Leão intitula-se rei «da terra portugalense» (925-931), quando recebe os condados portucalenses na herança paterna. |
| Ximeno Garcês (925-931) | Andregoto Galindes, Condessa de Aragão (922-943) | ---                                                                                                  | Afonso IV (925-931) | Afonso IV (925-931) | Ramiro II (929-931), Rei da Terra Portugalense, herda a Galiza do irmão.                                                                  | Mendo Gonçalves I (922-943) Cunhado de Ordonho II de Leão, apontado novo conde. Ramiro II de Leão intitula-se rei «da terra portugalense» (925-931), quando recebe os condados portucalenses na herança paterna. | Monio Guterres (924-955), anterior Conde de Portucale (912-922), sucede em Coimbra ao tio, Aires. Ramiro II de Leão intitula-se rei «da terra portugalense» (925-931), quando recebe os condados portucalenses na herança paterna. |
| Garcia Sanches I (931-970) | Andregoto Galindes, Condessa de Aragão (922-943) | Fernão Gonçalves (930-970)                                                                           | Ramiro II (931-951) | Ramiro II (931-951) | Ramiro II (931-951) | Mendo Gonçalves I (922-943) Cunhado de Ordonho II de Leão, apontado novo conde. Ramiro II de Leão intitula-se rei «da terra portugalense» (925-931), quando recebe os condados portucalenses na herança paterna. | Monio Guterres (924-955), anterior Conde de Portucale (912-922), sucede em Coimbra ao tio, Aires. Ramiro II de Leão intitula-se rei «da terra portugalense» (925-931), quando recebe os condados portucalenses na herança paterna. |
| Garcia Sanches I (931-970) | Sancho Garcés II, Abarca (943-970) Filho de Andregoto e Garcia Sanches I de Pamplona. Herda o condado materno em 943.                                                         | Fernão Gonçalves (930-970)                                                                           | Ramiro II (931-951) | Ramiro II (931-951) | Ramiro II (931-951) | Mumadona Dias (943-950) Viúva de Mendo, herda o condado e governa durante a menoridade dos filhos. | Monio Guterres (924-955), anterior Conde de Portucale (912-922), sucede em Coimbra ao tio, Aires. Ramiro II de Leão intitula-se rei «da terra portugalense» (925-931), quando recebe os condados portucalenses na herança paterna. |
| Garcia Sanches I (931-970) | Sancho Garcés II, Abarca (943-970) Filho de Andregoto e Garcia Sanches I de Pamplona. Herda o condado materno em 943.                                                         | Fernão Gonçalves (930-970)                                                                           | Ordonho III (951-956) | Ordonho III (951-956) | Ordonho III (951-956) | Gonçalo Mendes (950-997) Filho de Mendo e Mumadona. | Monio Guterres (924-955), anterior Conde de Portucale (912-922), sucede em Coimbra ao tio, Aires. Ramiro II de Leão intitula-se rei «da terra portugalense» (925-931), quando recebe os condados portucalenses na herança paterna. |
| Garcia Sanches I (931-970) | Sancho Garcés II, Abarca (943-970) Filho de Andregoto e Garcia Sanches I de Pamplona. Herda o condado materno em 943.                                                         | Fernão Gonçalves (930-970)                                                                           | Sancho I (956-958) | Sancho I (956-958) | Sancho I (956-958) | Gonçalo Mendes (950-997) Filho de Mendo e Mumadona. | Gonçalo Moniz (955-982) Envenena Sancho I de Leão (966). |
| Garcia Sanches I (931-970) | Sancho Garcés II, Abarca (943-970) Filho de Andregoto e Garcia Sanches I de Pamplona. Herda o condado materno em 943.                                                         | Fernão Gonçalves (930-970)                                                                           | Ordonho IV (958-960) | | | Gonçalo Mendes (950-997) Filho de Mendo e Mumadona. | Gonçalo Moniz (955-982) Envenena Sancho I de Leão (966). |
| Garcia Sanches I (931-970) | Sancho Garcés II, Abarca (943-970) Filho de Andregoto e Garcia Sanches I de Pamplona. Herda o condado materno em 943.                                                         | Fernão Gonçalves (930-970)                                                                           | Sancho I (960-966) | | | Gonçalo Mendes (950-997) Filho de Mendo e Mumadona. | Gonçalo Moniz (955-982) Envenena Sancho I de Leão (966). |
| Garcia Sanches I (931-970) | Sancho Garcés II, Abarca (943-970) Filho de Andregoto e Garcia Sanches I de Pamplona. Herda o condado materno em 943.                                                         | Fernão Gonçalves (930-970)                                                                           | Ramiro III (967-982) | | | Gonçalo Mendes (950-997) Filho de Mendo e Mumadona. | Gonçalo Moniz (955-982) Envenena Sancho I de Leão (966). |
| Sancho Garcés II, Abarca (970-994) Filho de Garcia Sanches de Pamplona e Adregoto Galindes de Aragão, Sancho herda o Reino de Navarra em 970 e unifica-o ao condado aragonês. | Sancho Garcés II, Abarca (970-994) Filho de Garcia Sanches de Pamplona e Adregoto Galindes de Aragão, Sancho herda o Reino de Navarra em 970 e unifica-o ao condado aragonês. | Garcia Fernandes (970-995)                                                                           | | | | Gonçalo Mendes (950-997) Filho de Mendo e Mumadona. | Gonçalo Moniz (955-982) Envenena Sancho I de Leão (966). |
| Sancho Garcés II, Abarca (970-994) Filho de Garcia Sanches de Pamplona e Adregoto Galindes de Aragão, Sancho herda o Reino de Navarra em 970 e unifica-o ao condado aragonês. | Sancho Garcés II, Abarca (970-994) Filho de Garcia Sanches de Pamplona e Adregoto Galindes de Aragão, Sancho herda o Reino de Navarra em 970 e unifica-o ao condado aragonês. | Garcia Fernandes (970-995)                                                                           | Ramiro III (982-984) | Ramiro III (982-984) | Bermudo II (982-984) | Gonçalo Mendes (950-997) Filho de Mendo e Mumadona. | Monio Gonçalves (982-987) Em 987, Coimbra é novamente invadida pela frente muçulmana, e permenece sob domínio muçulmano até 1064.                                                                                                  |
| Sancho Garcés II, Abarca (970-994) Filho de Garcia Sanches de Pamplona e Adregoto Galindes de Aragão, Sancho herda o Reino de Navarra em 970 e unifica-o ao condado aragonês. | Sancho Garcés II, Abarca (970-994) Filho de Garcia Sanches de Pamplona e Adregoto Galindes de Aragão, Sancho herda o Reino de Navarra em 970 e unifica-o ao condado aragonês. | Garcia Fernandes (970-995)                                                                           | Bermudo II (984-999) | Bermudo II (984-999) | Bermudo II (984-999) | Gonçalo Mendes (950-997) Filho de Mendo e Mumadona. | --- |
| Garcia Sanches II (994-1000) | Garcia Sanches II (994-1000) | Sancho Garcia (995-1017)                                                                             | Bermudo II (984-999) | Bermudo II (984-999) | Bermudo II (984-999) | Gonçalo Mendes (950-997) Filho de Mendo e Mumadona. | --- |
| Sancho Garcés III (1000-1029) Governa, além de Pamplona, os condados de Aragão, Sobrarbe e Ribagorça                                                                          | Sancho Garcés III (1000-1029) Governa, além de Pamplona, os condados de Aragão, Sobrarbe e Ribagorça                                                                          | Sancho Garcia (995-1017)                                                                             | Afonso V (999-1028) | Afonso V (999-1028) | Afonso V (999-1028) | Mendo Gonçalves II (999-1008) | --- |
| Sancho Garcés III (1000-1029) Governa, além de Pamplona, os condados de Aragão, Sobrarbe e Ribagorça                                                                          | Sancho Garcés III (1000-1029) Governa, além de Pamplona, os condados de Aragão, Sobrarbe e Ribagorça                                                                          | Sancho Garcia (995-1017)                                                                             | Afonso V (999-1028) | Afonso V (999-1028) | Afonso V (999-1028) | Alvito Nunes e Tutadona Moniz de Coimbra, viúva de Mendo Gonçalves II (1008-1015) | --- |
| Sancho Garcés III (1000-1029) Governa, além de Pamplona, os condados de Aragão, Sobrarbe e Ribagorça                                                                          | Sancho Garcés III (1000-1029) Governa, além de Pamplona, os condados de Aragão, Sobrarbe e Ribagorça                                                                          | Garcia Sanches (1017-1029)                                                                           | Afonso V (999-1028) | Afonso V (999-1028) | Afonso V (999-1028) | Nuno Alvites, filho de Alvito Nunes, e Ilduara Mendes, filha de Mendo Gonçalves II (1015-1028) | --- |
| Sancho Garcês III, O Grande (1029-1035) Rei de Pamplona, Conde de Aragão e Castela                                                                                            | Sancho Garcês III, O Grande (1029-1035) Rei de Pamplona, Conde de Aragão e Castela                                                                                            | Sancho Garcês III, O Grande (1029-1035) Rei de Pamplona, Conde de Aragão e Castela                   | Bermudo III (1028- 1037)                                                                                                  | Bermudo III (1028- 1037) | Bermudo III (1028- 1037) | Mendo Nunes (1028- 1050) Sob regência materna até 1043. | --- |
| Garcia Sanchez III (1035-1054) | Ramiro I (1035-1063) | Fernando I (1035-1037)                                                                               | Bermudo III (1028- 1037)                                                                                                  | Bermudo III (1028- 1037) | Bermudo III (1028- 1037) | Mendo Nunes (1028- 1050) Sob regência materna até 1043. | --- |
| Garcia Sanchez III (1035-1054) | Ramiro I (1035-1063) | Fernando I (1037-1065) Primeira unificação dos Reinos de Castela e Leão                              | Fernando I (1037-1065) Primeira unificação dos Reinos de Castela e Leão                                                   | Fernando I (1037-1065) Primeira unificação dos Reinos de Castela e Leão                                                     | Fernando I (1037-1065) Primeira unificação dos Reinos de Castela e Leão                                                                   | Mendo Nunes (1028- 1050) Sob regência materna até 1043. | --- |
| Sancho Garcês IV (1054-1076) | Ramiro I (1035-1063) | Fernando I (1037-1065) Primeira unificação dos Reinos de Castela e Leão                              | Fernando I (1037-1065) Primeira unificação dos Reinos de Castela e Leão                                                   | Fernando I (1037-1065) Primeira unificação dos Reinos de Castela e Leão                                                     | Fernando I (1037-1065) Primeira unificação dos Reinos de Castela e Leão                                                                   | Nuno Mendes (1050- 1071) Falece na Batalha de Pedroso. O condado é reanexado ao reino de Garcia II. | --- |
| Sancho Garcês IV (1054-1076) | Sancho I (1063-1076) | Fernando I (1037-1065) Primeira unificação dos Reinos de Castela e Leão                              | Fernando I (1037-1065) Primeira unificação dos Reinos de Castela e Leão                                                   | Fernando I (1037-1065) Primeira unificação dos Reinos de Castela e Leão                                                     | Fernando I (1037-1065) Primeira unificação dos Reinos de Castela e Leão                                                                   | Nuno Mendes (1050- 1071) Falece na Batalha de Pedroso. O condado é reanexado ao reino de Garcia II. | Sisnando Davides (1064- 1091) Coimbra é reconquistada em 1064, e o seu governo é-lhe entregue |
| Sancho Garcês IV (1054-1076) | Sancho I (1063-1076) | Sancho II (1065-1071)                                                                                | Afonso VI (1065- 1071) | Afonso VI (1065- 1071) | Garcia II (1065- 1071) | Nuno Mendes (1050- 1071) Falece na Batalha de Pedroso. O condado é reanexado ao reino de Garcia II. | Sisnando Davides (1064- 1091) Coimbra é reconquistada em 1064, e o seu governo é-lhe entregue |
| Sancho Garcês IV (1054-1076) | Sancho I (1063-1076) | Sancho II (1065-1071)                                                                                | Afonso VI (1065- 1071) | Afonso VI (1065- 1071) | Garcia II (1071), intitulou-se Rei da Galiza e de Portugal entre a Batalha de Pedroso e a sua própria deposição, ambas ocorridas em 1071. | | Sisnando Davides (1064- 1091) Coimbra é reconquistada em 1064, e o seu governo é-lhe entregue |
| Sancho Garcês IV (1054-1076) | Sancho I (1063-1076) | Sancho II (1071-1072)                                                                                | | | | | Sisnando Davides (1064- 1091) Coimbra é reconquistada em 1064, e o seu governo é-lhe entregue |
| Sancho Garcês IV (1054-1076) | Sancho I (1063-1076) | Afonso VI (1072- 1087)                                                                               | | | | | Sisnando Davides (1064- 1091) Coimbra é reconquistada em 1064, e o seu governo é-lhe entregue |
| Sancho I & V (1076-1094) Rei de Aragão e Navarra | Sancho I & V (1076-1094) Rei de Aragão e Navarra | Afonso VI (1072-1109) Segunda unificação dos reinos de Leão e Castela                                | Afonso VI (1072-1109) Segunda unificação dos reinos de Leão e Castela                                                     | Afonso VI (1072-1109) Segunda unificação dos reinos de Leão e Castela                                                       | Afonso VI (1072-1109) Segunda unificação dos reinos de Leão e Castela                                                                     | Urraca, filha de Afonso VI, e o esposo, Raimundo de Borgonha (1087-1093) Obtiveram em 1087 o condado de Portucale.                                                                                               | Sisnando Davides (1064- 1091) Coimbra é reconquistada em 1064, e o seu governo é-lhe entregue |
| Sancho I & V (1076-1094) Rei de Aragão e Navarra | Sancho I & V (1076-1094) Rei de Aragão e Navarra | Afonso VI (1072-1109) Segunda unificação dos reinos de Leão e Castela                                | Afonso VI (1072-1109) Segunda unificação dos reinos de Leão e Castela                                                     | Afonso VI (1072-1109) Segunda unificação dos reinos de Leão e Castela                                                       | Afonso VI (1072-1109) Segunda unificação dos reinos de Leão e Castela                                                                     | Urraca, filha de Afonso VI, e o esposo, Raimundo de Borgonha (1087-1093) Obtiveram em 1087 o condado de Portucale.                                                                                               | Martim Moniz de Ribadouro (1091-1093) , genro de Sisnando, deposto. |
| Pedro I (1094-1104) | Pedro I (1094-1104) | Afonso VI (1072-1109) Segunda unificação dos reinos de Leão e Castela                                | Afonso VI (1072-1109) Segunda unificação dos reinos de Leão e Castela                                                     | Afonso VI (1072-1109) Segunda unificação dos reinos de Leão e Castela                                                       | Afonso VI (1072-1109) Segunda unificação dos reinos de Leão e Castela                                                                     | Urraca e Raimundo de Borgonha (1093-1096) Unificaram em 1093 os condados de Portucale e da Galiza. O falhanço de Raimundo na defesa de Lisboa levou a que o casal fosse retirado do governo dos condados.        | Urraca e Raimundo de Borgonha (1093-1096) Unificaram em 1093 os condados de Portucale e da Galiza. O falhanço de Raimundo na defesa de Lisboa levou a que o casal fosse retirado do governo dos condados.                          |
| Pedro I (1094-1104) | Pedro I (1094-1104) | Afonso VI (1072-1109) Segunda unificação dos reinos de Leão e Castela                                | Afonso VI (1072-1109) Segunda unificação dos reinos de Leão e Castela                                                     | Afonso VI (1072-1109) Segunda unificação dos reinos de Leão e Castela                                                       | Afonso VI (1072-1109) Segunda unificação dos reinos de Leão e Castela                                                                     | Teresa, filha de Afonso VI, e o esposo, Henrique de Borgonha (1096 - 1112) foram os nomeados para o governo dos condados.                                                                                        | |
| Afonso I O Batalhador (1104-1134) | Afonso I O Batalhador (1104-1134) | Urraca I (1109-1126) O seu marido, Afonso I de Aragão foi rei consorte até à sua repudiação em 1114. | Urraca I (1109-1126) O seu marido, Afonso I de Aragão foi rei consorte até à sua repudiação em 1114.                      | Urraca I (1109-1126) O seu marido, Afonso I de Aragão foi rei consorte até à sua repudiação em 1114.                        | Urraca I (1109-1126) O seu marido, Afonso I de Aragão foi rei consorte até à sua repudiação em 1114.                                      | | |
| Afonso I O Batalhador (1104-1134) | Afonso I O Batalhador (1104-1134) | Urraca I (1109-1126) O seu marido, Afonso I de Aragão foi rei consorte até à sua repudiação em 1114. | Urraca I (1109-1126) O seu marido, Afonso I de Aragão foi rei consorte até à sua repudiação em 1114.                      | Urraca I (1109-1126) O seu marido, Afonso I de Aragão foi rei consorte até à sua repudiação em 1114.                        | Urraca I (1109-1126) O seu marido, Afonso I de Aragão foi rei consorte até à sua repudiação em 1114.                                      | Teresa I (1112 - 1128) Assume o governo de Portugal sozinha após a morte do marido. | |
| Afonso I O Batalhador (1104-1134) | Afonso I O Batalhador (1104-1134) | Afonso VII O Imperador (1126-1157)                                                                   | Afonso VII O Imperador (1126-1157)                                                                                        | Afonso VII O Imperador (1126-1157)                                                                                          | Afonso VII O Imperador (1126-1157) | Afonso I O Conquistador (1128 - 1185) Filho de Henrique e Teresa, primeiro rei de Portugal desde 1139 | Afonso I O Conquistador (1128 - 1185) Filho de Henrique e Teresa, primeiro rei de Portugal desde 1139 |
| Garcia Ramires (1134-1150) | Ramiro II, O Monge (1134-1137) | Afonso VII O Imperador (1126-1157)                                                                   | Afonso VII O Imperador (1126-1157)                                                                                        | Afonso VII O Imperador (1126-1157)                                                                                          | Afonso VII O Imperador (1126-1157) | Afonso I O Conquistador (1128 - 1185) Filho de Henrique e Teresa, primeiro rei de Portugal desde 1139 | Afonso I O Conquistador (1128 - 1185) Filho de Henrique e Teresa, primeiro rei de Portugal desde 1139 |
| Garcia Ramires (1134-1150) | Petronila (1137-1164) Raimundo Berengário IV (1137-1162) | Afonso VII O Imperador (1126-1157)                                                                   | Afonso VII O Imperador (1126-1157)                                                                                        | Afonso VII O Imperador (1126-1157)                                                                                          | Afonso VII O Imperador (1126-1157) | Afonso I O Conquistador (1128 - 1185) Filho de Henrique e Teresa, primeiro rei de Portugal desde 1139 | Afonso I O Conquistador (1128 - 1185) Filho de Henrique e Teresa, primeiro rei de Portugal desde 1139 |
| Sancho VI (1150-1194) | Sancho III (1157-1158) | Fernando II (1157- 1188)                                                                             | Fernando II (1157- 1188)                                                                                                  | Fernando II (1157- 1188) | | Afonso I O Conquistador (1128 - 1185) Filho de Henrique e Teresa, primeiro rei de Portugal desde 1139 | Afonso I O Conquistador (1128 - 1185) Filho de Henrique e Teresa, primeiro rei de Portugal desde 1139 |
| Sancho VI (1150-1194) | Afonso II (1164-1196) Primeiro rei da Coroa de Aragão | Fernando II (1157- 1188)                                                                             | Fernando II (1157- 1188)                                                                                                  | Fernando II (1157- 1188) | Afonso VIII (1158-1214) | Afonso I O Conquistador (1128 - 1185) Filho de Henrique e Teresa, primeiro rei de Portugal desde 1139 | Afonso I O Conquistador (1128 - 1185) Filho de Henrique e Teresa, primeiro rei de Portugal desde 1139 |
| Sancho VI (1150-1194) | Afonso II (1164-1196) Primeiro rei da Coroa de Aragão | Fernando II (1157- 1188)                                                                             | Fernando II (1157- 1188)                                                                                                  | Fernando II (1157- 1188) | Afonso VIII (1158-1214) | Sancho I (1185 - 1211) | |
| Sancho VII (1194-1234) | Pedro II (1196-1213) | Afonso IX (1188- 1230) Último rei de Leão independente                                               | Afonso IX (1188- 1230) Último rei de Leão independente                                                                    | Afonso IX (1188- 1230) Último rei de Leão independente                                                                      | Afonso VIII (1158-1214) | | |
| Sancho VII (1194-1234) | Jaime I, O Conquistador (1213-1276) | Afonso IX (1188- 1230) Último rei de Leão independente                                               | Afonso IX (1188- 1230) Último rei de Leão independente                                                                    | Afonso IX (1188- 1230) Último rei de Leão independente                                                                      | Henrique I (1214-1217) | Afonso II (1211 - 1223) | Afonso II (1211 - 1223) |
| Sancho VII (1194-1234) | Jaime I, O Conquistador (1213-1276) | Afonso IX (1188- 1230) Último rei de Leão independente                                               | Afonso IX (1188- 1230) Último rei de Leão independente                                                                    | Afonso IX (1188- 1230) Último rei de Leão independente                                                                      | Berengária (1217) | Afonso II (1211 - 1223) | Afonso II (1211 - 1223) |
| Sancho VII (1194-1234) | Jaime I, O Conquistador (1213-1276) | Afonso IX (1188- 1230) Último rei de Leão independente                                               | Afonso IX (1188- 1230) Último rei de Leão independente                                                                    | Afonso IX (1188- 1230) Último rei de Leão independente                                                                      | Fernando III (1217-1230) | Afonso II (1211 - 1223) | Afonso II (1211 - 1223) |
| Sancho VII (1194-1234) | Jaime I, O Conquistador (1213-1276) | Afonso IX (1188- 1230) Último rei de Leão independente                                               | Afonso IX (1188- 1230) Último rei de Leão independente                                                                    | Afonso IX (1188- 1230) Último rei de Leão independente                                                                      | Sancho II (1223 - 1247) | | |
| Sancho VII (1194-1234) | Jaime I, O Conquistador (1213-1276) | Fernando III de Leão e Castela (1230-1252) Unificação definitiva dos Reinos de Castela e Leão        | | | | | |
| Teobaldo I (1234-1253) | Jaime I, O Conquistador (1213-1276) | | | | | | |
| Afonso III (1248 - 1279) | Jaime I, O Conquistador (1213-1276) | | | | | | |
| Teobaldo II (1253-1270) | Jaime I, O Conquistador (1213-1276) | Afonso X (1252-1284)                                                                                 | Afonso X (1252-1284) | Afonso X (1252-1284) | Afonso X (1252-1284) | | |
| Henrique I (1270-1274) | Jaime I, O Conquistador (1213-1276) | Afonso X (1252-1284)                                                                                 | Afonso X (1252-1284) | Afonso X (1252-1284) | Afonso X (1252-1284) | | |
| Joana I (1274-1305) Filipe I (IV de França) (1285-1305) | Jaime I, O Conquistador (1213-1276) | Afonso X (1252-1284)                                                                                 | Afonso X (1252-1284) | Afonso X (1252-1284) | Afonso X (1252-1284) | | |
| Pedro III (1276-1285) | | Afonso X (1252-1284)                                                                                 | Afonso X (1252-1284) | Afonso X (1252-1284) | Afonso X (1252-1284) | | |
| Dinis I (1279 - 1325) | | Afonso X (1252-1284)                                                                                 | Afonso X (1252-1284) | Afonso X (1252-1284) | Afonso X (1252-1284) | | |
| Afonso III (1285-1291) | Sancho IV (1284-1295) | Sancho IV (1284-1295)                                                                                | Sancho IV (1284-1295) | Sancho IV (1284-1295) | | | |
| Jaime II (1291-1327) | Sancho IV (1284-1295) | Sancho IV (1284-1295)                                                                                | Sancho IV (1284-1295) | Sancho IV (1284-1295) | | | |
| Fernando IV (1295-1312) | | | | | | | |
| Luís I (X de França) (1305-1316) | | | | | | | |
| Afonso XI (1312-1350) | | | | | | | |
| João I (João I de França, o Póstumo) (1316) | | | | | | | |
| Filipe II (V de França) (1316-1322) | | | | | | | |
| Carlos I (IV de França) (1322-1328) | | | | | | | |
| Joana II (1328-1349) Filipe (III) de Évreux (1328-1343) | Afonso IV (1327-1336) | Afonso IV (1325 - 1357)                                                                              | Afonso IV (1325 - 1357)                                                                                                   | | | | |
| Joana II (1328-1349) Filipe (III) de Évreux (1328-1343) | Pedro IV (1336-1387) | Afonso IV (1325 - 1357)                                                                              | Afonso IV (1325 - 1357)                                                                                                   | | | | |
| Carlos II (1349-1387) | Pedro I (1350-1369) | Pedro I (1350-1369)                                                                                  | Pedro I (1350-1369) | Pedro I (1350-1369) | | | |
| Carlos II (1349-1387) | Pedro I (1350-1369) | Pedro I (1350-1369)                                                                                  | Pedro I (1350-1369) | Pedro I (1350-1369) | Pedro I (1357 - 1367) | | |
| Carlos II (1349-1387) | Pedro I (1350-1369) | Pedro I (1350-1369)                                                                                  | Pedro I (1350-1369) | Pedro I (1350-1369) | Fernando I (1367-1383) | | |
| Carlos II (1349-1387) | Henrique II (1369-1379) | | | | | | |
| Carlos II (1349-1387) | João I (1379-1387) | João I (1379-1387)                                                                                   | João I (1379-1387) | João de Gante (1386-1387)                                                                                                   | | | |
| Carlos III (1387-1425) | João I (1387-1396) | João I (1387-1390)                                                                                   | João I (1387-1390) | João I (1387-1390) | João I (1387-1390) | João I (1383-1433) | João I (1383-1433) |
| Carlos III (1387-1425) | Martinho I (1396-1410) | Henrique III (1390-1406)                                                                             | Henrique III (1390-1406)                                                                                                  | Henrique III (1390-1406) | Henrique III (1390-1406) | João I (1383-1433) | João I (1383-1433) |
| Carlos III (1387-1425) | Martinho I (1396-1410) | João II (1406-1454)                                                                                  | | | | João I (1383-1433) | João I (1383-1433) |
| Carlos III (1387-1425) | Fernando I (1412-1416) | | | | | João I (1383-1433) | João I (1383-1433) |
| Carlos III (1387-1425) | Afonso V (1416-1458) | | | | | João I (1383-1433) | João I (1383-1433) |
| Branca I (1425-1441) e o esposo, João II de Aragão (1425-1458) | | | | | | João I (1383-1433) | João I (1383-1433) |
| Duarte I (1433-1438) | | | | | | | |
| Afonso V (1438-1481) | | | | | | | |
| Henrique IV (1454-1474) | | | | | | | |
| João II (1458-1479) | | | | | | | |
| Isabel I A Católica (1474-1504) | | | | | | | |
| Leonor de Foix (1479) | Fernando II O Católico (1479-1516) | | | | | | |
| Francisco I de Foix (1479-1483) | Fernando II O Católico (1479-1516) | | | | | | |
| Catarina de Foix (1483-1512) João III de Albret (1483-1512) | Fernando II O Católico (1479-1516) | João II (1481-1495)                                                                                  | João II (1481-1495) | | | | |
| Catarina de Foix (1483-1512) João III de Albret (1483-1512) | Fernando II O Católico (1479-1516) | Manuel I (1495-1521)                                                                                 | | | | | |

### Condados catalães / Principado da Catalunha
As listas continuam em Lista de reis de Espanha e Lista de reis de Portugal.